# Francisco Antonino Vidal Gosende
Francisco Antonino Ramón Vidal Gosende (San Carlos, 2 de septiembre de 1797 - París, 1851) fue un político uruguayo.

## Biografía
Nació el 2 de septiembre de 1797. Hijo de Blas Vidal y de Pascuala Josende, ambos de Santa María de los Ángeles, arzobispado de Santiago, Galicia.
Integró la Asamblea General Constituyente y Legislativa del Estado Oriental del Uruguay. Presidió la primera y segunda legislatura de la Cámara de Representantes de Uruguay, cuerpo que integró primero como representante por Montevideo entre 1830 y 1834 y luego por Maldonado en el período de 1834 a 1837.
También se desempeñó como Ministro de Relaciones Exteriores entre 1839 y 1843 y como Ministro de Guerra y Marina entre 1842 y 1843.
Contrajo matrimonio con Joaquina Silva Píriz con quien tuvo siete hijos: Blas, Desideria, Elina, Emilia, Joaquina, María Gregoria y Francisco Antonino. Este último fue Presidente de Uruguay entre 1880 y 1882 y entre marzo y mayo de 1886.